# Joel Monteiro
Joel Filipe Sousa Monteiro (sinh ngày 1 tháng 5 năm 1991 ở Porto) là một cầu thủ bóng đá người Bồ Đào Nha thi đấu cho F.C. Famalicão, ở vị trí hậu vệ.

## Sự nghiệp bóng đá
Vào ngày 26 tháng 8 năm 2015, Monteiro có màn ra mắt cho Famalicão trong trận đấu tại Giải bóng đá hạng nhất quốc gia Bồ Đào Nha 2015–16 trước Vitória Guimarães B.